# Petrik
Petrik (szlovákul: Petrikovce) község Szlovákiában, a Kassai kerület Nagymihályi járásában.

## Fekvése
Nagymihálytól 26 km-re délre, a régi Laborc (most holtág) és az Ondava találkozása közelében fekszik.

## Története
1411-ben említik először.
A 18. század végén Vályi András így ír róla: „PETRIK. Petrikovce. Tót falu Zemplén Vármegyében, földes Ura Orosz, és több Uraságok, lakosai katolikusok, és másfélék is, fekszik Maczának szomszédságában, mellynek filiája; határja ollyan, mint Ráskáé, első osztálybéli.”
Fényes Elek 1851-ben kiadott geográfiai szótárában így ír a faluról: „Petrik, tót-orosz falu, Zemplén vmegyében, Málcza fil., 390 rom., 216 gör. kath., 10 ref., 31 zsidó lak. Gör. kath. templom. 572 hold szántóföld. F. u. többen. Ut. p. N.-Mihály.”
Borovszky Samu monográfiasorozatának Zemplén vármegyét tárgyaló része szerint: „Petrik, tót kisközség a mezőlaborczi vasútvonal mentén. Van 77 háza és 396, nagyobb részben római kath. vallású lakosa, de csak a gör. katholikusoknak van templomuk. Postája Málcza, távírója és vasúti állomása Bánócz. 1411-ben már szerepel s ekkor a Buttkayak, Ráskayak s a Márkiak kapnak rá királyi adományt. 1449-ben Málczay Lászlót, 1457-ben Upori Jánost, 1461-ben Maraki Margitot, 1488-ban Melith Istvánt, 1498-ban Szrithey Lászlót és Horkai Györgyöt iktatják némely részeibe. 1507-ben Ibrányi László, 1546-ban Fejérthóy János, 1553-ban Wiczmándy Ferencz, Buttkay Péter és Lippó Orsolya, de 1581-ben Málczay György, 1588-ban Duleszkai Horváth Menyhért, 1592-ben Palaticz Anna és Bánóczy Simon kapnak itt részeket. Az 1598-iki összeíráskor Czobor Mihály, Zokoly Péter, Basó Mihály özvegye, Palaticz János és Bánóczy Simon a birtokosai. 1600-ban Melith Györgyöt, 1635-ben Rákóczy Andrást és Székely Annát, 1693-ban meg Básthy Lászlót uralja. 1730-ban Isák Istvánnak is van benne része. 1774-ben Orosz Pál, Stépán Ferencz, Szent-Léleky Imre, Vécsey Imre és Pajzsos Zsigmond bírják. Később még a Vékey és az Aiszdorfer családok szereznek itt birtokot. Ezidőszerint nincsen nagyobb birtokosa.”
1920-ig Zemplén vármegye Nagymihályi járásához tartozott, majd az újonnan létrehozott csehszlovák államhoz csatolták. 1938 és 1945 között ismét Magyarország része.

## Népessége
| Év:            | 1994. | 2004.   | 2014.    | 2024.    |
| -------------- | ----- | ------- | -------- | -------- |
| Emberek száma: | 214   | 216     | 183      | 202      |
| Eltérés:       |       | +0,93 % | -15,27 % | +10,38 % |

| Év:            | 2023. | 2024.   |
| -------------- | ----- | ------- |
| Emberek száma: | 203   | 202     |
| Eltérés:       |       | -0,49 % |

1910-ben 403, túlnyomórészt szlovák anyanyelvű lakosa volt.
2001-ben 208 lakosából 204 szlovák volt.
2011-ben 188 lakosából 182 szlovák volt.